# Піонери (роман)
«Піонери, або Біля витоків Саскуеханни» (англ. The Pioneers, or The sources of the Susquehanna) — роман американського письменника Джеймса Фенімора Купера, опублікований у 1823 році; перший з романів за часом створення й публікації (за часом дії — четвертий) пенталогії про Натті Бампо.

## Історія створення
Фенімор Купер працював над своїм третім романом у період особистих та фінансових труднощів: попередні книги не принесли доходу, майно письменника було описано за борги, Купера мучили головні болі та напади меланхолії. Проте робота продовжувалась, хоча Купер і не був упевнений в успіху. Він писав своєму англійському видавцеві: «Я оголосив цю роботу як описову історію, але, ймовірно, занадто сильно обмежив себе рамками того, що я спостерігав у юності. Я розумію, що нинішній смак надає перевагу дії та сильним переживанням, і тому повинен визнати, що в цьому сенсі два перших томи явно страждають. Я все ж сподіваюся, що третій том якось виправить становище. Якщо правда все ще чогось варта, то описані мною картини точно відповідають дійсності, і я спокійно зустріну найбільш прискіпливих дослідників. Але залишим остаточне рішення за читаючою публікою, я вірю, що вона помиляється дуже рідко».
Крім усього іншого, Купера змушував поспішати страх, що публіка забуде про нього після успіху «Шпигуна».

## Сюжет
Дія роману відбувається у 1793—1794 роках у селищі, яке знаходиться біля витоків річки Сасквеганни з озера Отсего, тобто в тих місцях, де Купер виріс, і в той час, коли йому було 4—5 років. Книга розповідає про складні взаємовідносини між двома групами жителів селища: з одного боку — нові поселенці на чолі з суддею Мармад'юком Темплем, які відчувають себе господарями життя, з другого — люди, яких суспільство всього позбавило: Олівер Еффінгем, який упевнений, що суддя захопив його спадок, старий індіанець Джон Могіканин, або Чингачгук, плем'я якого колись володіло всіма землями в цьому районі (у реальній історії плем'я могікан володіло землями на схід від річки Гудзон), і мисливець Натті Бампо, мисливські права якого з появою селища виявились обмежені законом. Тут знову, як у «Шпигуні», використовується тема кохання між людьми з ворогуючих таборів: Еффінгем та дочка судді кохають один одного і в кінці книги одружуються, а Бампо після смерті Чингачгука йде на захід у пошуках нових земель.

## Основні теми
Роман «Піонери» розробляє тему колонізації та перетворення дикої, незаселенної території у впорядкований, урбанізований простір. Опис змін, які відбуваються у місті, яке швидко розвивається, та навколо нього, обговорення героями проблеми відповідальності людей за оточуюче середовище робить «Піонерів» першим екологічним романом.

## Реакція
Книга мала великий успіх. Перший американський тираж у 3500 екземплярів був розпроданий у перший же день. Американські газети вважали за необхідне повідомляти про те, коли книги привезуть для продажу в кожне конкретне місто. Майже одночасно «Піонери» вийшли в Англії. Але в подальшому в пресі регулярно стали з'являтися негативні відгуки, а продаж в цілому виявився скромнішим, ніж у випадку із «Шпигуном». Ймовірно, публіка виявилась не зовсім готовою до нового типу американського роману.

## Екранізація
У 1941 за романом режисером Альбертом Херманом був знятий однойменний чорно-білий фільм.